# Foc creuat
 Foc creuat  (original: Crossfire) és una pel·lícula estatunidenca dirigida per Edward Dmytryk, estrenada el 1947. És adaptat de la novel·la  The Brick Foxhole de Richard Brooks. Ha estat doblada al català.

## Argument
La investigació d'un policia sobre l'homicidi d'un civil jueu per un dels tres soldats que es trobaven amb ell poc temps abans que fos trobat mort.
El presumpte culpable clama el seu odi dels jueus "vius i arrecerats" que no han combatut. El policia descobreix que la víctima era en realitat un veterà, reformat després d'una greu ferida al combat, en el Pacífic. Cosa que no ha impedit a l'assassí de manifestar l'odi visceral. A més, el personatge (Robert Ryan) intenta reorientar les sospites sobre els seus camarades, i arriba fins i tot fins a matar-ne un per impedir-li parlar. Robert Mitchum interpreta un personatge desenganyat i escèptic, que ajuda el policia, Robert Montgomery.
No té sort l'assassí, el policia era fill d'un irlandès catòlic, assassinat per intolerants protestants. Bona descripció dels traumatismes dels desmobilitzats i de la seva difícil reinserció en la vida civil. És ple de bons sentiments. No cal odiar els altres per les seves diferències.

## Repartiment
- Robert Young: Capità Finlay
- Robert Mitchum: Sergent Peter Keeley
- Robert Ryan: Montgomery
- Gloria Grahame: Ginny Tremaine
- Paul Kelly: M. Tremaine
- Sam Levene: Joseph Samuels
- Jacqueline White: Mary Mitchell
- Steve Brodie: Floyd Bowers
- George Cooper: Arthur Mitchell
- Richard Benedict: Bill Williams
- Tom Keene: Dick
- William Phipps: Leroy
- Lex Barker: Harry
- Marlo Dwyer: Miss Lewis

## Premis i nominacions

### Premis
- 1947. Festival Internacional de Cinema de Canes: Premi a la millor pel·lícula social

### Nominacions
- Oscar a la millor pel·lícula
- Oscar al millor director per Edward Dmytryk
- Oscar al millor actor secundari per Robert Ryan
- Oscar a la millor actriu secundària per Gloria Grahame
- Oscar al millor guió adaptat per John Paxton
- BAFTA a la millor pel·lícula